# Odonatologia
Odonatologia – dział entomologii zajmujący się badaniem owadów z rzędu ważek (Insecta: Odonata). Naukowcy zajmujący się badaniami ważek to odonatolodzy.
Za pioniera odonatologii uważany jest Edmond de Sélys Longchamps, który zebrał dużą kolekcję ważek, opisał wiele gatunków, a w 1854 roku podzielił ważki na „legiony” (obecnie rodziny). Badania filogenezy ważek zapoczątkował James George Needham (1903).
Polscy odonatolodzy:
- Rafał Bernard
- Paweł Buczyński
- Andrzej Łabędzki
- Stefan Mielewczyk
- Grzegorz Tończyk

W Polsce wydawany jest Odonatrix – biuletyn Sekcji Odontologicznej Polskiego Towarzystwa Entomologicznego.